# Eleições parlamentares europeias de 2024 no distrito de Setúbal
| Eleições parlamentares europeias de 2024 Distritos: Aveiro \| Beja \| Braga \| Bragança \| Castelo Branco \| Coimbra \| Évora \| Faro \| Guarda \| Leiria \| Lisboa \| Portalegre \| Porto \| Santarém \| Setúbal \| Viana do Castelo \| Vila Real \| Viseu \| Açores \| Madeira \| Estrangeiro |

## Resultados por concelho
Os resultados nos concelhos do Distrito de Setúbal foram os seguintes:

### Alcácer do Sal
| Partido                 | Partido                                  | Votos | %               | +/-   |
| ----------------------- | ---------------------------------------- | ----- | --------------- | ----- |
|                         | Partido Socialista                       | 2 004 | 33,85 / 100,00  | 6,28  |
|                         | Aliança Democrática (PPD/PSD-CDS-PP-PPM) | 1 276 | 21,55 / 100,00  | 12,48 |
|                         | Coligação Democrática Unitária (PCP-PEV) | 840   | 14,19 / 100,00  | 15,88 |
|                         | Iniciativa Liberal                       | 540   | 9,12 / 100,00   | 8,86  |
|                         | CHEGA                                    | 529   | 8,93 / 100,00   | -     |
|                         | Bloco de Esquerda                        | 256   | 4,32 / 100,00   | 2,82  |
|                         | LIVRE                                    | 204   | 3,45 / 100,00   | 2,69  |
|                         | Outros (com menos de 1,00%)              | 157   | 2,67 / 100,00   |       |
| Votos Inválidos         | Votos Inválidos                          | 115   | 1,94 / 100,00   | 2,02  |
| Total                   | Total                                    | 5 921 | 100,00 / 100,00 |       |
| Eleitorado/Participação | Eleitorado/Participação                  | 9 883 | 59,91 / 100,00  | 26,99 |

| Freguesia                                        | %     | %     | %     | %     | %     | %    | %    | Votantes |
| Freguesia                                        | PS    | AD    | CDU   | IL    | CH    | BE   | L    | Votantes |
| ------------------------------------------------ | ----- | ----- | ----- | ----- | ----- | ---- | ---- | -------- |
| Freguesia                                        |       |       |       |       |       |      |      | Votantes |
| Comporta                                         | 21,06 | 34,71 | 5,95  | 16,45 | 8,47  | 4,48 | 4,48 | 1 429    |
| Santa Maria do Castelo e Santiago e Santa Susana | 35,64 | 19,89 | 15,90 | 7,85  | 8,73  | 4,37 | 3,31 | 3 504    |
| São Martinho                                     | 38,79 | 9,35  | 37,38 | 0,93  | 3,27  | 1,40 | 2,34 | 214      |
| Torrão                                           | 47,93 | 8,14  | 15,25 | 3,62  | 12,27 | 4,65 | 2,45 | 774      |
| Alcácer do Sal                                   | 33,85 | 21,55 | 14,19 | 9,12  | 8,93  | 4,32 | 3,45 | 5 921    |

### Alcochete
| Partido                 | Partido                                  | Votos  | %               | +/-   |
| ----------------------- | ---------------------------------------- | ------ | --------------- | ----- |
|                         | Partido Socialista                       | 2 319  | 30,02 / 100,00  | 3,18  |
|                         | Aliança Democrática (PPD/PSD-CDS-PP-PPM) | 1 776  | 22,99 / 100,00  | 6,24  |
|                         | Iniciativa Liberal                       | 1 032  | 13,36 / 100,00  | 12,24 |
|                         | CHEGA                                    | 917    | 11,87 / 100,00  | -     |
|                         | Coligação Democrática Unitária (PCP-PEV) | 555    | 7,18 / 100,00   | 7,67  |
|                         | Bloco de Esquerda                        | 377    | 4,88 / 100,00   | 6,06  |
|                         | LIVRE                                    | 362    | 4,69 / 100,00   | 2,18  |
|                         | Pessoas–Animais–Natureza                 | 104    | 1,35 / 100,00   | 4,41  |
|                         | Outros (com menos de 1,00%)              | 141    | 1,82 / 100,00   |       |
| Votos Inválidos         | Votos Inválidos                          | 142    | 1,84 / 100,00   | 5,26  |
| Total                   | Total                                    | 7 725  | 100,00 / 100,00 |       |
| Eleitorado/Participação | Eleitorado/Participação                  | 15 562 | 49,64 / 100,00  | 15,30 |

| Freguesia     | %     | %     | %     | %     | %     | %    | %    | %    | Votantes |
| Freguesia     | PS    | AD    | IL    | CH    | CDU   | BE   | L    | PAN  | Votantes |
| ------------- | ----- | ----- | ----- | ----- | ----- | ---- | ---- | ---- | -------- |
| Freguesia     |       |       |       |       |       |      |      |      | Votantes |
| Alcochete     | 30,56 | 23,97 | 13,59 | 10,66 | 6,53  | 5,26 | 4,52 | 1,32 | 5 377    |
| Samouco       | 29,67 | 15,53 | 10,55 | 16,78 | 11,28 | 4,47 | 6,23 | 1,25 | 1 365    |
| São Francisco | 27,57 | 27,98 | 15,97 | 11,70 | 5,09  | 3,36 | 3,46 | 1,63 | 983      |
| Alcochete     | 30,02 | 22,99 | 13,36 | 11,87 | 7,18  | 4,88 | 4,69 | 1,35 | 7 725    |

### Almada
| Partido                 | Partido                                  | Votos   | %               | +/-  |
| ----------------------- | ---------------------------------------- | ------- | --------------- | ---- |
|                         | Partido Socialista                       | 23 080  | 34,13 / 100,00  | 0,84 |
|                         | Aliança Democrática (PPD/PSD-CDS-PP-PPM) | 14 153  | 20,93 / 100,00  | 5,58 |
|                         | CHEGA                                    | 6 812   | 10,07 / 100,00  | -    |
|                         | Iniciativa Liberal                       | 6 488   | 9,59 / 100,00   | 8,81 |
|                         | Coligação Democrática Unitária (PCP-PEV) | 5 862   | 8,67 / 100,00   | 6,27 |
|                         | Bloco de Esquerda                        | 4 006   | 5,92 / 100,00   | 6,39 |
|                         | LIVRE                                    | 3 719   | 5,50 / 100,00   | 3,25 |
|                         | Pessoas–Animais–Natureza                 | 1 124   | 1,66 / 100,00   | 5,83 |
|                         | Outros (com menos de 1,00%)              | 1 306   | 1,92 / 100,00   |      |
| Votos Inválidos         | Votos Inválidos                          | 1 072   | 1,58 / 100,00   | 3,26 |
| Total                   | Total                                    | 67 622  | 100,00 / 100,00 |      |
| Eleitorado/Participação | Eleitorado/Participação                  | 150 856 | 44,83 / 100,00  | 7,15 |

| Freguesia                                  | %     | %     | %     | %     | %     | %    | %    | %    | Votantes |
| Freguesia                                  | PS    | AD    | CH    | IL    | CDU   | BE   | L    | PAN  | Votantes |
| ------------------------------------------ | ----- | ----- | ----- | ----- | ----- | ---- | ---- | ---- | -------- |
| Freguesia                                  |       |       |       |       |       |      |      |      | Votantes |
| Almada, Cova da Piedade, Pragal e Cacilhas | 34,53 | 18,98 | 8,47  | 8,24  | 10,90 | 7,35 | 6,59 | 1,55 | 18 923   |
| Caparica e Trafaria                        | 37,53 | 17,52 | 11,95 | 7,71  | 9,39  | 5,62 | 4,56 | 1,82 | 8 646    |
| Charneca de Caparica e Sobreda             | 31,00 | 24,47 | 9,89  | 12,86 | 6,30  | 4,88 | 5,47 | 1,56 | 20 793   |
| Costa de Caparica                          | 32,09 | 25,90 | 10,80 | 8,92  | 6,65  | 5,48 | 4,91 | 1,93 | 6 825    |
| Laranjeiro e Feijó                         | 37,52 | 17,62 | 11,13 | 7,86  | 9,84  | 5,97 | 4,87 | 1,75 | 12 435   |
| Almada                                     | 34,13 | 20,93 | 10,07 | 9,59  | 8,67  | 5,92 | 5,50 | 1,66 | 67 622   |

### Barreiro
| Partido                 | Partido                                  | Votos  | %               | +/-  |
| ----------------------- | ---------------------------------------- | ------ | --------------- | ---- |
|                         | Partido Socialista                       | 11 205 | 38,99 / 100,00  | 2,64 |
|                         | Aliança Democrática (PPD/PSD-CDS-PP-PPM) | 4 103  | 14,28 / 100,00  | 4,56 |
|                         | Coligação Democrática Unitária (PCP-PEV) | 3 963  | 13,79 / 100,00  | 9,96 |
|                         | CHEGA                                    | 3 158  | 10,99 / 100,00  | -    |
|                         | Iniciativa Liberal                       | 1 879  | 6,54 / 100,00   | 6,09 |
|                         | Bloco de Esquerda                        | 1 691  | 5,88 / 100,00   | 5,42 |
|                         | LIVRE                                    | 1 213  | 4,22 / 100,00   | 2,48 |
|                         | Pessoas–Animais–Natureza                 | 434    | 1,51 / 100,00   | 4,10 |
|                         | Outros (com menos de 1,00%)              | 582    | 2,02 / 100,00   |      |
| Votos Inválidos         | Votos Inválidos                          | 509    | 1,77 / 100,00   | 3,04 |
| Total                   | Total                                    | 28 737 | 100,00 / 100,00 |      |
| Eleitorado/Participação | Eleitorado/Participação                  | 67 947 | 42,29 / 100,00  | 2,47 |

| Freguesia                                   | %     | %     | %     | %     | %    | %    | %    | %    | Votantes |
| Freguesia                                   | PS    | AD    | CDU   | CH    | IL   | BE   | L    | PAN  | Votantes |
| ------------------------------------------- | ----- | ----- | ----- | ----- | ---- | ---- | ---- | ---- | -------- |
| Freguesia                                   |       |       |       |       |      |      |      |      | Votantes |
| Alto do Seixalinho, Santo André e Verderena | 40,80 | 13,10 | 14,16 | 10,82 | 5,93 | 5,91 | 4,09 | 1,45 | 14 585   |
| Barreiro e Lavradio                         | 37,76 | 14,53 | 14,33 | 10,00 | 6,95 | 6,38 | 4,64 | 1,71 | 8 139    |
| Palhais e Coina                             | 32,15 | 16,49 | 15,35 | 11,73 | 8,88 | 5,33 | 3,87 | 1,84 | 1 577    |
| Santo António da Charneca                   | 37,74 | 16,91 | 11,05 | 13,10 | 6,94 | 5,09 | 4,01 | 1,22 | 4 436    |
| Barreiro                                    | 38,99 | 14,28 | 13,79 | 10,99 | 6,54 | 5,88 | 4,22 | 1,51 | 28 737   |

### Grândola
| Partido                 | Partido                                  | Votos  | %               | +/-   |
| ----------------------- | ---------------------------------------- | ------ | --------------- | ----- |
|                         | Partido Socialista                       | 2 083  | 32,50 / 100,00  | 1,01  |
|                         | Aliança Democrática (PPD/PSD-CDS-PP-PPM) | 1 428  | 22,28 / 100,00  | 8,34  |
|                         | Coligação Democrática Unitária (PCP-PEV) | 798    | 12,45 / 100,00  | 14,63 |
|                         | CHEGA                                    | 657    | 10,25 / 100,00  | -     |
|                         | Iniciativa Liberal                       | 595    | 9,28 / 100,00   | 8,96  |
|                         | Bloco de Esquerda                        | 314    | 4,90 / 100,00   | 3,42  |
|                         | LIVRE                                    | 254    | 3,96 / 100,00   | 3,06  |
|                         | Outros (com menos de 1,00%)              | 175    | 2,72 / 100,00   |       |
| Votos Inválidos         | Votos Inválidos                          | 105    | 1,63 / 100,00   | 3,50  |
| Total                   | Total                                    | 6 409  | 100,00 / 100,00 |       |
| Eleitorado/Participação | Eleitorado/Participação                  | 11 768 | 54,46 / 100,00  | 22,80 |

| Freguesia                                  | %     | %     | %     | %     | %     | %    | %    | Votantes |
| Freguesia                                  | PS    | AD    | CDU   | CH    | IL    | BE   | L    | Votantes |
| ------------------------------------------ | ----- | ----- | ----- | ----- | ----- | ---- | ---- | -------- |
| Freguesia                                  |       |       |       |       |       |      |      | Votantes |
| Azinheira dos Barros e São Mamede do Sádão | 50,17 | 12,12 | 13,47 | 9,43  | 3,37  | 6,40 | 1,68 | 297      |
| Carvalhal                                  | 21,23 | 34,11 | 5,42  | 11,13 | 15,96 | 3,66 | 2,78 | 683      |
| Grândola e Santa Margarida da Serra        | 33,58 | 20,68 | 14,31 | 10,12 | 8,09  | 4,99 | 4,00 | 4 250    |
| Melides                                    | 30,70 | 23,75 | 9,58  | 10,43 | 11,20 | 4,92 | 5,09 | 1 179    |
| Grândola                                   | 32,50 | 22,28 | 12,45 | 10,25 | 9,28  | 4,90 | 3,96 | 6 409    |

### Moita
| Partido                 | Partido                                  | Votos  | %               | +/-   |
| ----------------------- | ---------------------------------------- | ------ | --------------- | ----- |
|                         | Partido Socialista                       | 7 776  | 37,09 / 100,00  | 3,08  |
|                         | Coligação Democrática Unitária (PCP-PEV) | 3 192  | 15,23 / 100,00  | 10,60 |
|                         | CHEGA                                    | 2 936  | 14,01 / 100,00  | -     |
|                         | Aliança Democrática (PPD/PSD-CDS-PP-PPM) | 2 750  | 13,12 / 100,00  | 4,16  |
|                         | Bloco de Esquerda                        | 1 294  | 6,17 / 100,00   | 5,63  |
|                         | Iniciativa Liberal                       | 1 197  | 5,71 / 100,00   | 5,29  |
|                         | LIVRE                                    | 670    | 3,20 / 100,00   | 1,84  |
|                         | Pessoas–Animais–Natureza                 | 329    | 1,57 / 100,00   | 3,74  |
|                         | Outros (com menos de 1,00%)              | 453    | 2,15 / 100,00   |       |
| Votos Inválidos         | Votos Inválidos                          | 366    | 1,74 / 100,00   | 3,28  |
| Total                   | Total                                    | 20 963 | 100,00 / 100,00 |       |
| Eleitorado/Participação | Eleitorado/Participação                  | 59 035 | 35,51 / 100,00  | 1,85  |

| Freguesia                            | %     | %     | %     | %     | %    | %    | %    | %    | Votantes |
| Freguesia                            | PS    | CDU   | CH    | AD    | BE   | IL   | L    | PAN  | Votantes |
| ------------------------------------ | ----- | ----- | ----- | ----- | ---- | ---- | ---- | ---- | -------- |
| Freguesia                            |       |       |       |       |      |      |      |      | Votantes |
| Alhos Vedros                         | 34,44 | 14,78 | 14,70 | 12,48 | 7,57 | 6,02 | 3,94 | 1,57 | 5 482    |
| Baixa da Banheira e Vale da Amoreira | 40,56 | 16,60 | 13,87 | 11,01 | 6,00 | 3,89 | 2,66 | 1,78 | 8 020    |
| Gaio-Rosário e Sarilhos Pequenos     | 37,99 | 19,55 | 9,87  | 13,41 | 3,54 | 7,64 | 3,54 | 1,30 | 1 074    |
| Moita                                | 34,87 | 13,17 | 14,28 | 16,27 | 5,64 | 7,41 | 3,18 | 1,35 | 6 387    |
| Moita                                | 37,09 | 15,23 | 14,01 | 13,12 | 6,17 | 5,71 | 3,20 | 1,57 | 20 963   |

### Montijo
| Partido                 | Partido                                  | Votos  | %               | +/-   |
| ----------------------- | ---------------------------------------- | ------ | --------------- | ----- |
|                         | Partido Socialista                       | 5 367  | 31,52 / 100,00  | 6,54  |
|                         | Aliança Democrática (PPD/PSD-CDS-PP-PPM) | 3 910  | 22,96 / 100,00  | 5,63  |
|                         | CHEGA                                    | 2 532  | 14,87 / 100,00  | -     |
|                         | Iniciativa Liberal                       | 1 920  | 11,28 / 100,00  | 10,40 |
|                         | Coligação Democrática Unitária (PCP-PEV) | 965    | 5,67 / 100,00   | 4,37  |
|                         | Bloco de Esquerda                        | 739    | 4,34 / 100,00   | 6,76  |
|                         | LIVRE                                    | 697    | 4,09 / 100,00   | 2,33  |
|                         | Pessoas–Animais–Natureza                 | 240    | 1,41 / 100,00   | 4,86  |
|                         | Alternativa Democrática Nacional         | 197    | 1,16 / 100,00   | 0,77  |
|                         | Outros (com menos de 1,00%)              | 191    | 1,13 / 100,00   |       |
| Votos Inválidos         | Votos Inválidos                          | 268    | 1,57 / 100,00   | 4,33  |
| Total                   | Total                                    | 17 026 | 100,00 / 100,00 |       |
| Eleitorado/Participação | Eleitorado/Participação                  | 44 450 | 38,30 / 100,00  | 6,45  |

| Freguesia                         | %     | %     | %     | %     | %     | %    | %    | %    | %    | Votantes |
| Freguesia                         | PS    | AD    | CH    | IL    | CDU   | BE   | L    | PAN  | ADN  | Votantes |
| --------------------------------- | ----- | ----- | ----- | ----- | ----- | ---- | ---- | ---- | ---- | -------- |
| Freguesia                         |       |       |       |       |       |      |      |      |      | Votantes |
| Atalaia e Alto Estanqueiro-Jardia | 32,48 | 20,69 | 13,63 | 14,52 | 5,06  | 4,39 | 3,28 | 1,45 | 1,50 | 1 798    |
| Canha                             | 36,36 | 24,30 | 14,16 | 7,69  | 6,29  | 2,45 | 2,10 | 1,22 | 1,57 | 572      |
| Montijo e Afonsoeiro              | 31,25 | 23,31 | 14,18 | 11,64 | 5,32  | 4,55 | 4,52 | 1,51 | 1,11 | 12 235   |
| Pegões                            | 29,02 | 26,22 | 20,78 | 8,31  | 4,72  | 3,36 | 2,32 | 0,96 | 1,44 | 1 251    |
| Sarilhos Grandes                  | 33,16 | 18,72 | 18,03 | 7,44  | 10,94 | 4,02 | 3,76 | 0,85 | 0,60 | 1 170    |
| Montijo                           | 31,52 | 22,96 | 14,87 | 11,28 | 5,67  | 4,34 | 4,09 | 1,41 | 1,16 | 17 026   |

### Palmela
| Partido                 | Partido                                  | Votos  | %               | +/-  |
| ----------------------- | ---------------------------------------- | ------ | --------------- | ---- |
|                         | Partido Socialista                       | 7 377  | 31,37 / 100,00  | 1,20 |
|                         | Aliança Democrática (PPD/PSD-CDS-PP-PPM) | 4 934  | 20,98 / 100,00  | 6,13 |
|                         | CHEGA                                    | 3 101  | 13,19 / 100,00  | -    |
|                         | Iniciativa Liberal                       | 2 238  | 9,52 / 100,00   | 8,80 |
|                         | Coligação Democrática Unitária (PCP-PEV) | 1 938  | 8,24 / 100,00   | 7,30 |
|                         | Bloco de Esquerda                        | 1 415  | 6,02 / 100,00   | 7,00 |
|                         | LIVRE                                    | 1 183  | 5,03 / 100,00   | 2,92 |
|                         | Pessoas–Animais–Natureza                 | 373    | 1,59 / 100,00   | 5,15 |
|                         | Alternativa Democrática Nacional         | 251    | 1,07 / 100,00   | 0,59 |
|                         | Outros (com menos de 1,00%)              | 273    | 1,15 / 100,00   |      |
| Votos Inválidos         | Votos Inválidos                          | 431    | 1,83 / 100,00   | 4,52 |
| Total                   | Total                                    | 23 514 | 100,00 / 100,00 |      |
| Eleitorado/Participação | Eleitorado/Participação                  | 58 704 | 40,06 / 100,00  | 6,37 |

| Freguesia           | %     | %     | %     | %     | %    | %    | %    | %    | %    | Votantes |
| Freguesia           | PS    | AD    | CH    | IL    | CDU  | BE   | L    | PAN  | ADN  | Votantes |
| ------------------- | ----- | ----- | ----- | ----- | ---- | ---- | ---- | ---- | ---- | -------- |
| Freguesia           |       |       |       |       |      |      |      |      |      | Votantes |
| Palmela             | 30,23 | 24,80 | 11,59 | 9,90  | 7,04 | 6,13 | 5,13 | 1,48 | 1,00 | 7 098    |
| Pinhal Novo         | 32,96 | 17,44 | 12,55 | 9,58  | 9,19 | 6,65 | 5,53 | 1,71 | 1,15 | 9 252    |
| Poceirão e Marateca | 30,76 | 21,90 | 20,41 | 6,86  | 7,84 | 3,37 | 3,32 | 1,02 | 1,19 | 2 347    |
| Quinta do Anjo      | 30,31 | 21,71 | 13,24 | 10,13 | 8,39 | 5,94 | 4,75 | 1,79 | 0,95 | 4 817    |
| Palmela             | 31,37 | 20,98 | 13,19 | 9,52  | 8,24 | 6,02 | 5,03 | 1,59 | 1,07 | 23 514   |

### Santiago do Cacém
| Partido                 | Partido                                  | Votos  | %               | +/-   |
| ----------------------- | ---------------------------------------- | ------ | --------------- | ----- |
|                         | Partido Socialista                       | 3 833  | 34,36 / 100,00  | 1,21  |
|                         | Aliança Democrática (PPD/PSD-CDS-PP-PPM) | 2 449  | 21,96 / 100,00  | 6,34  |
|                         | Coligação Democrática Unitária (PCP-PEV) | 1 284  | 11,51 / 100,00  | 9,12  |
|                         | CHEGA                                    | 1 149  | 10,30 / 100,00  | -     |
|                         | Iniciativa Liberal                       | 874    | 7,84 / 100,00   | 7,24  |
|                         | Bloco de Esquerda                        | 586    | 5,25 / 100,00   | 6,39  |
|                         | LIVRE                                    | 409    | 3,67 / 100,00   | 2,19  |
|                         | Pessoas–Animais–Natureza                 | 142    | 1,27 / 100,00   | 3,03  |
|                         | Alternativa Democrática Nacional         | 115    | 1,03 / 100,00   | 0,72  |
|                         | Outros (com menos de 1,00%)              | 102    | 0,92 / 100,00   |       |
| Votos Inválidos         | Votos Inválidos                          | 211    | 1,89 / 100,00   | 4,25  |
| Total                   | Total                                    | 11 154 | 100,00 / 100,00 |       |
| Eleitorado/Participação | Eleitorado/Participação                  | 23 993 | 46,49 / 100,00  | 12,33 |

| Freguesia                                        | %     | %     | %     | %     | %     | %    | %    | %    | %    | Votantes |
| Freguesia                                        | PS    | AD    | CDU   | CH    | IL    | BE   | L    | PAN  | ADN  | Votantes |
| ------------------------------------------------ | ----- | ----- | ----- | ----- | ----- | ---- | ---- | ---- | ---- | -------- |
| Freguesia                                        |       |       |       |       |       |      |      |      |      | Votantes |
| Abela                                            | 35,11 | 19,37 | 24,70 | 5,81  | 4,36  | 3,39 | 1,45 | 1,21 | 1,94 | 413      |
| Alvalade                                         | 30,42 | 18,10 | 24,49 | 11,23 | 4,99  | 4,06 | 2,03 | 0,78 | 1,09 | 641      |
| Cercal do Alentejo                               | 37,95 | 19,50 | 10,55 | 10,55 | 9,22  | 4,68 | 3,42 | 1,19 | 0,77 | 1 431    |
| Ermidas-Sado                                     | 33,15 | 20,61 | 17,97 | 11,70 | 3,34  | 5,57 | 2,37 | 1,11 | 0,97 | 718      |
| Santiago do Cacém, Sta. e S. Bartolomeu da Serra | 35,57 | 23,75 | 10,32 | 7,75  | 9,32  | 5,11 | 3,67 | 0,72 | 1,03 | 2 918    |
| Santo André                                      | 33,33 | 23,26 | 7,13  | 12,48 | 7,54  | 6,04 | 4,53 | 1,84 | 1,03 | 4 191    |
| São Domingos e Vale de Água                      | 34,98 | 14,62 | 19,37 | 9,68  | 8,89  | 3,56 | 2,77 | 0,59 | 0,79 | 506      |
| São Francisco da Serra                           | 29,76 | 25,00 | 13,99 | 5,95  | 10,42 | 5,65 | 3,87 | 1,79 | 1,49 | 336      |
| Santiago do Cacém                                | 34,36 | 21,96 | 11,51 | 10,30 | 7,84  | 5,25 | 3,67 | 1,27 | 1,03 | 11 154   |

### Seixal
| Partido                 | Partido                                  | Votos   | %               | +/-  |
| ----------------------- | ---------------------------------------- | ------- | --------------- | ---- |
|                         | Partido Socialista                       | 20 637  | 35,05 / 100,00  | 0,02 |
|                         | Aliança Democrática (PPD/PSD-CDS-PP-PPM) | 11 093  | 18,84 / 100,00  | 5,05 |
|                         | CHEGA                                    | 7 379   | 12,53 / 100,00  | -    |
|                         | Coligação Democrática Unitária (PCP-PEV) | 5 573   | 9,47 / 100,00   | 6,63 |
|                         | Iniciativa Liberal                       | 5 306   | 9,01 / 100,00   | 8,43 |
|                         | Bloco de Esquerda                        | 3 041   | 5,16 / 100,00   | 6,42 |
|                         | LIVRE                                    | 2 567   | 4,36 / 100,00   | 2,51 |
|                         | Pessoas–Animais–Natureza                 | 931     | 1,58 / 100,00   | 5,72 |
|                         | Outros (com menos de 1,00%)              | 1 237   | 2,09 / 100,00   |      |
| Votos Inválidos         | Votos Inválidos                          | 1 116   | 1,90 / 100,00   | 4,03 |
| Total                   | Total                                    | 58 880  | 100,00 / 100,00 |      |
| Eleitorado/Participação | Eleitorado/Participação                  | 145 515 | 40,46 / 100,00  | 4,29 |

| Freguesia                                | %     | %     | %     | %     | %     | %    | %    | %    | Votantes |
| Freguesia                                | PS    | AD    | CH    | CDU   | IL    | BE   | L    | PAN  | Votantes |
| ---------------------------------------- | ----- | ----- | ----- | ----- | ----- | ---- | ---- | ---- | -------- |
| Freguesia                                |       |       |       |       |       |      |      |      | Votantes |
| Amora                                    | 36,85 | 18,64 | 12,69 | 9,49  | 7,96  | 4,85 | 4,07 | 1,67 | 16 424   |
| Corroios                                 | 34,91 | 20,39 | 11,57 | 8,30  | 9,21  | 5,37 | 4,73 | 1,69 | 17 779   |
| Fernão Ferro                             | 32,96 | 21,55 | 14,80 | 5,62  | 10,70 | 4,65 | 3,89 | 1,34 | 8 901    |
| Seixal, Arrentela e Aldeia de Paio Pires | 34,51 | 15,77 | 12,17 | 12,92 | 8,92  | 5,55 | 4,51 | 1,50 | 15 776   |
| Seixal                                   | 35,05 | 18,84 | 12,53 | 9,47  | 9,01  | 5,16 | 4,36 | 1,58 | 58 880   |

### Sesimbra
| Partido                 | Partido                                  | Votos  | %               | +/-   |
| ----------------------- | ---------------------------------------- | ------ | --------------- | ----- |
|                         | Partido Socialista                       | 7 270  | 32,90 / 100,00  | 0,15  |
|                         | Aliança Democrática (PPD/PSD-CDS-PP-PPM) | 4 865  | 22,01 / 100,00  | 6,54  |
|                         | CHEGA                                    | 2 969  | 13,43 / 100,00  | -     |
|                         | Iniciativa Liberal                       | 2 168  | 9,81 / 100,00   | 9,31  |
|                         | Coligação Democrática Unitária (PCP-PEV) | 1 495  | 6,76 / 100,00   | 7,46  |
|                         | Bloco de Esquerda                        | 1 117  | 5,05 / 100,00   | 7,67  |
|                         | LIVRE                                    | 992    | 4,49 / 100,00   | 2,84  |
|                         | Pessoas–Animais–Natureza                 | 368    | 1,67 / 100,00   | 5,93  |
|                         | Alternativa Democrática Nacional         | 243    | 1,10 / 100,00   | 0,72  |
|                         | Outros (com menos de 1,00%)              | 239    | 1,07 / 100,00   |       |
| Votos Inválidos         | Votos Inválidos                          | 374    | 1,69 / 100,00   | 4,62  |
| Total                   | Total                                    | 22 100 | 100,00 / 100,00 |       |
| Eleitorado/Participação | Eleitorado/Participação                  | 46 208 | 47,83 / 100,00  | 16,76 |

| Freguesia           | %     | %     | %     | %     | %    | %    | %    | %    | %    | Votantes |
| Freguesia           | PS    | AD    | CH    | IL    | CDU  | BE   | L    | PAN  | ADN  | Votantes |
| ------------------- | ----- | ----- | ----- | ----- | ---- | ---- | ---- | ---- | ---- | -------- |
| Freguesia           |       |       |       |       |      |      |      |      |      | Votantes |
| Quinta do Conde     | 33,03 | 18,87 | 17,69 | 8,78  | 6,88 | 4,93 | 4,24 | 1,75 | 1,05 | 9 727    |
| Sesimbra (Castelo)  | 32,82 | 23,90 | 10,48 | 10,63 | 6,62 | 4,97 | 4,92 | 1,57 | 1,24 | 9 663    |
| Sesimbra (Santiago) | 32,69 | 26,61 | 8,67  | 10,59 | 6,86 | 5,79 | 3,87 | 1,70 | 0,77 | 2 710    |
| Sesimbra            | 32,90 | 22,01 | 13,43 | 9,81  | 6,76 | 5,05 | 4,49 | 1,67 | 1,10 | 22 100   |

### Setúbal
| Partido                 | Partido                                  | Votos   | %               | +/-  |
| ----------------------- | ---------------------------------------- | ------- | --------------- | ---- |
|                         | Partido Socialista                       | 13 778  | 32,59 / 100,00  | 1,84 |
|                         | Aliança Democrática (PPD/PSD-CDS-PP-PPM) | 9 263   | 21,91 / 100,00  | 5,39 |
|                         | CHEGA                                    | 4 898   | 11,59 / 100,00  | -    |
|                         | Iniciativa Liberal                       | 4 077   | 9,64 / 100,00   | 9,04 |
|                         | Coligação Democrática Unitária (PCP-PEV) | 3 607   | 8,53 / 100,00   | 5,71 |
|                         | Bloco de Esquerda                        | 2 483   | 5,87 / 100,00   | 6,50 |
|                         | LIVRE                                    | 1 927   | 4,56 / 100,00   | 2,45 |
|                         | Pessoas–Animais–Natureza                 | 666     | 1,58 / 100,00   | 5,22 |
|                         | Outros (com menos de 1,00%)              | 891     | 2,12 / 100,00   |      |
| Votos Inválidos         | Votos Inválidos                          | 681     | 1,61 / 100,00   | 3,79 |
| Total                   | Total                                    | 42 271  | 100,00 / 100,00 |      |
| Eleitorado/Participação | Eleitorado/Participação                  | 106 143 | 39,82 / 100,00  | 6,67 |

| Freguesia                          | %     | %     | %     | %     | %     | %    | %    | %    | Votantes |
| Freguesia                          | PS    | AD    | CH    | IL    | CDU   | BE   | L    | PAN  | Votantes |
| ---------------------------------- | ----- | ----- | ----- | ----- | ----- | ---- | ---- | ---- | -------- |
| Freguesia                          |       |       |       |       |       |      |      |      | Votantes |
| Azeitão (São Lourenço e São Simão) | 29,99 | 25,12 | 10,50 | 12,87 | 7,15  | 4,95 | 4,99 | 1,38 | 9 518    |
| Gâmbia-Pontes-Alto da Guerra       | 31,88 | 21,02 | 11,18 | 9,95  | 10,43 | 5,19 | 4,64 | 1,74 | 2 522    |
| Sado                               | 41,08 | 12,00 | 12,85 | 5,24  | 16,68 | 5,34 | 2,77 | 0,91 | 1 984    |
| São Sebastião                      | 35,20 | 18,04 | 13,66 | 7,74  | 8,92  | 6,38 | 4,23 | 1,74 | 13 746   |
| Setúbal                            | 30,80 | 24,99 | 10,23 | 9,88  | 7,63  | 6,19 | 4,82 | 1,61 | 14 501   |
| Setúbal                            | 32,59 | 21,91 | 11,59 | 9,64  | 8,53  | 5,87 | 4,56 | 1,58 | 42 271   |

### Sines
| Partido                 | Partido                                  | Votos  | %               | +/-   |
| ----------------------- | ---------------------------------------- | ------ | --------------- | ----- |
|                         | Partido Socialista                       | 1 770  | 33,06 / 100,00  | 1,04  |
|                         | Aliança Democrática (PPD/PSD-CDS-PP-PPM) | 1 145  | 21,39 / 100,00  | 8,19  |
|                         | CHEGA                                    | 594    | 11,09 / 100,00  | -     |
|                         | Iniciativa Liberal                       | 532    | 9,94 / 100,00   | 9,48  |
|                         | Coligação Democrática Unitária (PCP-PEV) | 467    | 8,72 / 100,00   | 8,07  |
|                         | Bloco de Esquerda                        | 329    | 6,14 / 100,00   | 6,80  |
|                         | LIVRE                                    | 240    | 4,48 / 100,00   | 2,69  |
|                         | Pessoas–Animais–Natureza                 | 63     | 1,18 / 100,00   | 4,03  |
|                         | Outros (com menos de 1,00%)              | 99     | 1,84 / 100,00   |       |
| Votos Inválidos         | Votos Inválidos                          | 115    | 2,14 / 100,00   | 5,44  |
| Total                   | Total                                    | 5 354  | 100,00 / 100,00 |       |
| Eleitorado/Participação | Eleitorado/Participação                  | 12 009 | 44,58 / 100,00  | 16,05 |

| Freguesia  | %     | %     | %     | %     | %    | %    | %    | %    | Votantes |
| Freguesia  | PS    | AD    | CH    | IL    | CDU  | BE   | L    | PAN  | Votantes |
| ---------- | ----- | ----- | ----- | ----- | ---- | ---- | ---- | ---- | -------- |
| Freguesia  |       |       |       |       |      |      |      |      | Votantes |
| Porto Covo | 28,93 | 25,55 | 10,22 | 14,15 | 5,97 | 4,80 | 5,27 | 1,10 | 1 272    |
| Sines      | 34,35 | 20,09 | 11,37 | 8,62  | 9,58 | 6,57 | 4,24 | 1,20 | 4 082    |
| Sines      | 33,06 | 21,39 | 11,09 | 9,94  | 8,72 | 6,14 | 4,48 | 1,18 | 5 354    |